# BMW Hydrogen 7

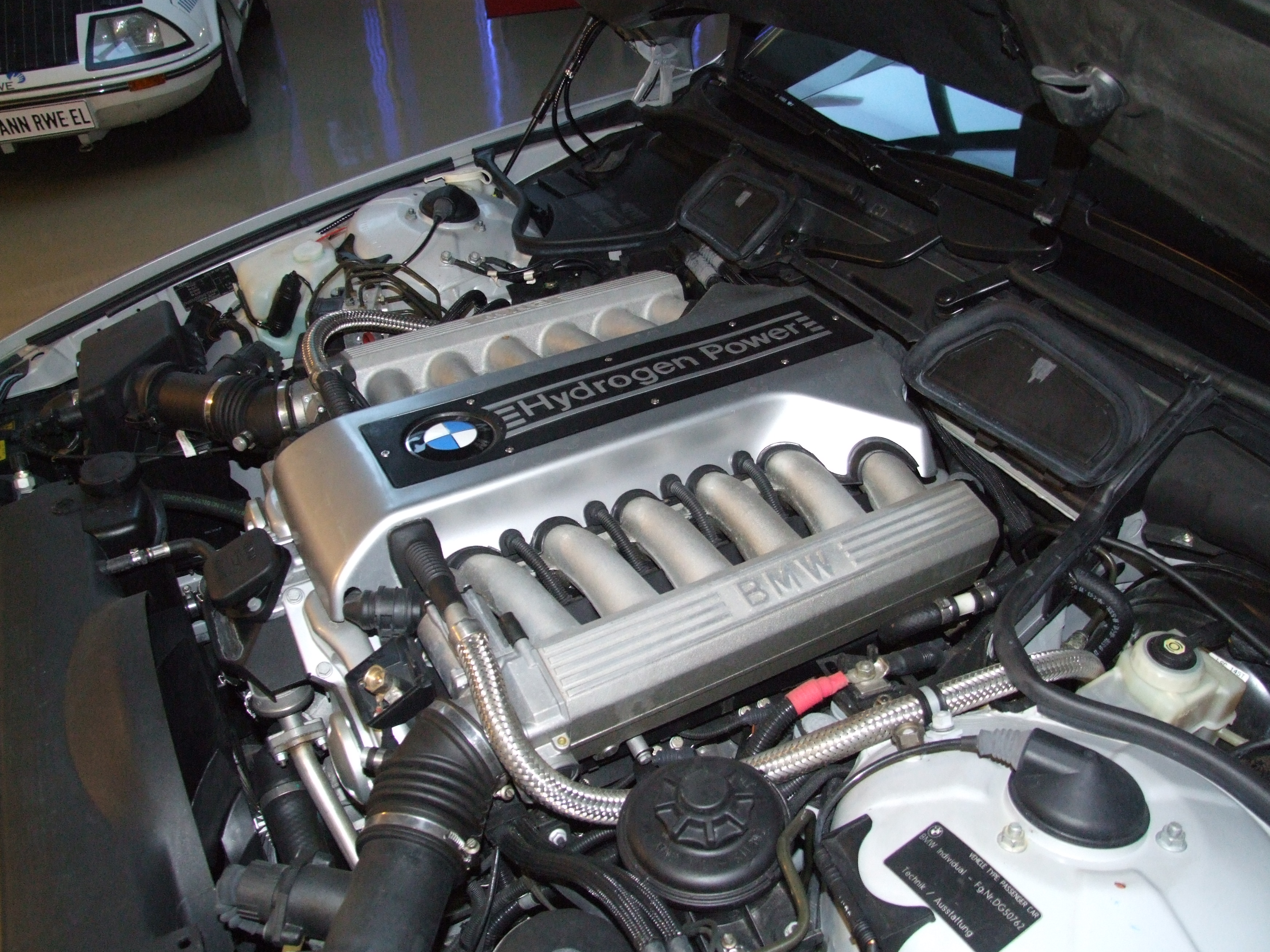
12-циліндровий двигун BMW Hydrogen 7 об'ємом 6 літрів

BMW Hydrogen 7 — двопаливний (бензин/рідкий водень) автомобіль корпорації BMW. Створений на базі BMW 7 серії.
Двигун внутрішнього згоряння BMW Hydrogen 7 може працювати на бензині або водні. На Hydrogen 7 встановлено бензобак на 74 літри, і балон для зберігання 8 кг водню. Автомобіль може проїхати 200—300 км на водні і 480 км на бензині. Перемикання з одного виду палива на інше відбувається автоматично, але перевага надається водню.
Під час роботи на водні потужність двигуна становить 170 кВт (228 к. с.), крутний момент 337 Н·м. Під час роботи на бензині 12-циліндровий двигун розвиває потужність 194 кВт (260 к. с.). Максимальна швидкість 229 км/год, Розгін до 100 км/год за 9,5 с.

## Зберігання водню
Водень зберігається в рідкому вигляді за температури не вище −253 °C.
Бак для зберігання водню двошаровий. Між шарами у вакуумі розташовані 70 шарів спеціальної піни.
BMW спільно з South German Technical Inspection Authority (TÜV) провели серію випробувань системи зберігання водню. Тести розробляла Magna Steyr (дочірнє підприємство Magna International).
В ході випробувань водневий бак руйнували під високим тиском, нагрівали на відкритому вогні до температури 1000 °C протягом 70 хвилин, деформували твердими і важкими предметами. Водень, що знаходиться в баку, не вибухав.
BMW Group розробляє водневі технології понад 20 років.

## Поширення
BMW запустила програму CleanEnergy для поширення в різних країнах водневих BMW 7. До травня 2007 року BMW виробила 100 автомобілів Hydrogen 7. З них 70 продані в лізинг у Європі, а 25 — у США. Всього автомобілі BMW Hydrogen 7 до березня 2008 року проїхали в усьому світі більш як 2 млн км.
У другій половині 2007 року почалося постачання BMW Hydrogen 7 у Велику Британію (8 примірників) і Японію (2 примірники).
Компанія BMW запустила в США спеціальну програму BMW Hydrogen 7 Pioneer Program. За цією програмою водневим BMW Hydrogen 7 користувалися Бред Пітт і Анджеліна Джолі під час прем'єри фільму «13 Друзів Оушена», голова компанії Fox Entertainment Пітер Лігурі, Річард Гір і Шерон Стоун у Берліні та інші діячі кіно. В Європі BMW Hydrogen 7 експлуатує федеральний міністр економіки і технологій Німеччини, віцепрезидент Європейської комісії, співаки Ганна Нетребко, Пласідо Домінго та інші.
24 серпня 2008 року завершився автопробіг Hydrogen Road Tour від Портленда до Лос-Анджелеса. За два тижні автомобілі BMW Hydrogen 7 проїхали понад 4300 миль (близько 7000 км) на водні.

## Монопаливна версія
31 березня 2008 року BMW представила монопаливну версію BMW Hydrogen 7, що працює тільки на водні.